# Historiens 100 viktigaste svenskar
Historiens 100 viktigaste svenskar är en bok av Niklas Ekdal och Petter Karlsson som utgavs 2009. Boken består i en uppräkning av de etthundra svenskar som enligt författarna har "haft störst påverkan på flest människors liv, framför allt svenskars liv men också internationellt". Innan boken släpptes till försäljning utgavs listan i blogg-form hos Dagens Nyheter med start den 14 april för att kulminera den 6 maj då de mest inflytelserika namnen avslöjades. Av namnen på listan är 84 män och 16 kvinnor, och av dem har ett fyrtiotal verkat under det senaste århundradet, varav 14 fortfarande var i livet när boken gavs ut. År 2025 är sex av personerna på listan fortfarande i livet.

## Listan
Nedanstående lista är tagen ur boken och speglar de två författarnas åsikter om vilka de 100 "viktigaste" svenskarna är.
1. Gustav Vasa (troligen 1496–1560) – befrielsekämpe, hövitsman och monark (regerade 1523–1560).
2. Astrid Lindgren (1907–2002) – författare.
3. Axel Oxenstierna (1583–1654) – politiker (rikskansler 1612–1654).
4. Alfred Nobel (1833–1896) – uppfinnare.
5. Olof Palme (1927–1986) – politiker (statsminister 1969–1976, 1982–1986).
6. Marcus Wallenberg (1899–1982) – bankdirektör.
7. Evert Taube (1890–1976) – författare, tonsättare, trubadur, lutspelare och konstnär.
8. Lars Magnus Ericsson (1846–1926) – företagare.
9. Karl XIV Johan (1763–1844) – monark (regerade 1818–1844).
10. Carl Larsson (1853–1919) – konstnär.
11. Den heliga Birgitta (1303–1373) – författare, teolog, klostergrundare, helgon och skyddspatron för Europa.
12. Johan August Gripenstedt (1813–1874) – militär, statsman, företagare och politiker (finansminister 1856–1866).
13. Oden – asagud.
14. August Strindberg (1849–1912) – författare.
15. Karl XI (1655–1697) – monark (regeringstid 1660–1697).
16. Carl Michael Bellman (1740–1795) – skald, visdiktare och tonsättare (Nummerlotteriets sekreterare från 1776).
17. Anders Chydenius (1729–1803) – präst.
18. Ingvar Kamprad (1926–2018) – företagare.
19. Ingmar Bergman (1918–2007) – regissör.
20. Gustav III (1746–1792) – monark (regerade 1771–1792).
21. Carl von Linné (1707–1778) – läkare, botaniker, zoolog, geolog och pedagog.
22. Karl XII (1682–1718) – monark (regerade 1697–1718).
23. Selma Lagerlöf (1858–1940) – författare.
24. Rutger Macklean (1742–1816) – militär, politiker och reformator.
25. Albert Bonnier (1820–1900) – förläggare.
26. Dag Hammarskjöld (1905–1961) – nationalekonom, jurist, ämbetsman, diplomat och författare (FN:s generalsekreterare 1953–1961).
27. Per Albin Hansson (1885–1946) – politiker och nykterhetsivrare (statsminister 1932–1936, 1936–1946).
28. Ellen Key (1849–1926) – debattör.
29. Lennart Hyland (1919–1993) – programledare.
30. Gustav IV Adolf (1778–1837) – monark (regeringstid 1792–1809).
31. Assar Gabrielsson (1891–1962) – bilfabrikör.
32. Björn Borg (1956) – tennisspelare.
33. John Ericsson (1803–1889) – uppfinnare.
34. Hasse Alfredson (1931–2017) – underhållare.
35. Tage Danielsson (1928–1985) underhållare.
36. Jonas Wenström (1855–1893) uppfinnare.
37. Karl Staaff (1860–1915) – advokat och politiker (statsminister 1905–1906, 1911–1914).
38. Vilhelm Moberg (1898–1973) – författare.
39. Erik Gustaf Geijer (1783–1847) – historiker.
40. Raoul Wallenberg (1912) –  arkitekt, affärsman och diplomat (försvunnen januari 1945).
41. Carl Olof Rosenius (1816–1868) – predikant.
42. Christopher Polhem (1661–1751) – uppfinnare.
43. Olaus Petri (1493–1552) – historiker och reformator.
44. Hjalmar Branting (1860–1925) – politiker och tidningsman (statsminister 1920, 1921–23).
45. Gustav II Adolf den store (1594–1632) – monark (regerade 1611–1632).
46. Fredrika Bremer (1801–1865) – författare.
47. Oscar I (1799–1859) – monark (regerade 1844–1859).
48. Jan Stenbeck (1942–2002) – kapitalist.
49. Anna Maria Roos (1862–1938) – författare.
50. Stikkan Anderson (1931–1997) – skivbolagsdirektör.
51. Ivar Kreuger (1880–1932) – finansman.
52. Carl Edvard Johansson (1864–1943) – uppfinnare.
53. Birger jarl (omkring 1210–1266) – jarl (ämbetstid 1248–1266).
54. Urban Hiärne (1641–1724) – läkare.
55. Lennart Nilsson (1922-2017) – fotograf.
56. Olof Rudbeck d.ä. (1630–1702) – forskare.
57. Greta Garbo (1905–1990) – skådespelerska.
58. Engelbrekt Engelbrektsson (1390-talet–1436) – rikshövitsman och upprorsman.
59. Lars Johan Hierta (1801–1872) – tidningsman.
60. Alice Tegnér (1864–1943) – tonsättare.
61. Carl Jonas Love Almqvist (1793–1866) – författare.
62. Gunnar Myrdal (1898–1987) – professor.
63. Alva Myrdal (1902–1986) – politiker.
64. Carl Wilhelm Scheele (1742–1786) – kemist.
65. Arvid Horn (1664–1742) – militär och statsman (kanslipresident 1710–1719, 1720–1738).
66. Cajsa Warg (1703–1769) – hushållerska och författare.
67. Anders Celsius (1701–1744) – vetenskapsman, astronom och professor.
68. Benny Andersson (1946) – tonsättare.
69. Björn Ulvaeus (1945) – tonsättare.
70. Carl Grimberg (1875–1941) – historiker.
71. Sven Hedin (1865–1952) – upptäcktsresande och författare
72. Jöns Jacob Berzelius (1779–1848) – kemist.
73. Erik Johan Stagnelius (1793–1823) – skald.
74. Gunnar Sträng (1906–1992) – politiker (folkhushållningsminister 1947–1948, jordbruksminister 1948–1951, socialminister 1951–1955, finansminister 1955–1976).
75. Emanuel Swedenborg (1688–1772) – vetenskapsman, filosof, teosof, teolog, bibeltolkare, religionsstiftare och mystiker.
76. Gustaf Fröding (1860–1911) – skald.
77. Zlatan Ibrahimović (1981) – fotbollsspelare.
78. Eva Ekeblad (1724–1786)– Grevinna och första kvinna i Svenska Vetenskapsakademin.
79. Carl-Adam Nycop (1909–2006) – chefredaktör.
80. Bruno Liljefors (1860–1939) – konstnär.
81. Jan Guillou (1944) – journalist.
82. Esaias Tegnér (1782–1846) – skald.
83. Peter Wieselgren (1800–1877) – nykterhetsförkämpe.
84. Lars Norén (1944–2021) – dramatiker.
85. Anita Ekberg (1931–2015) – skådespelerska.
86. Carl af Forsell (1783–1848) – statistiker.
87. Karl Gerhard (1891–1964) – revymakare.
88. Georg Stiernhielm (1598–1672) – universalgeni.
89. August Palm (1849–1922) – skräddare, agitator
90. Barbro Svensson (1938–2018) – artist.
91. Viktor Balck (1844–1928) – idrottsledare.
92. Kjell-Olof Feldt (1931–2025) – politiker (handelsminister 1970–1975, finansminister 1982–1990).
93. Magnus Eriksson (1316–1374) – monark (kung av Sverige 1319–1364, kung av Norge 1319–1343, kung av Skåne 1332–1360).
94. Nathan Söderblom (1866–1931) – teolog och Nobelpristagare (ärkebiskop 1914–1931).
95. Inga-Britt Ahlenius (1939) – revisor.
96. Gustaf de Laval (1845–1913) – uppfinnare.
97. Sven-Göran Eriksson (1948–2024) – fotbollstränare.
98. Elin Wägner (1882–1949) – författare.
99. Jan Carlzon (1941) – företagsledare.
100. Kristina (1626–1689) – monark, teaterledare och kulturproducent (regeringstid 1632–1654).